# Owarai
Owarai (お笑い, owarai) est un terme japonais qui se réfère à la comédie ou au divertissement comique. Il est souvent utilisé pour désigner le genre de la comédie au Japon, y compris les spectacles de stand-up « Tandoku Live (単独ライブ, tandoku raibu) », les sketchs « Neta (ネタ) », les parodies « Parodi (パロディ) », les imitations « Monomane (ものまね) », les caméras cachées « Dokkiri (ドッキリ) », les gags « Ippatsu Gag (一発ギャグ, ippatsu gyagu) », le manzai « Manzai (漫才) », les contes « Conte (コント, konto) », le rakugo « Rakugo (落語) », les performances comiques « Entertainment (エンターテインメント, entâteinmento) » et les émissions de télévision comiques « Owarai Bangumi (お笑い番組) ».
Owarai est la forme honorifique du terme « warai » qui signifie « rire(s) » ou « sourire(s) ».
On appelle les comédiens qui y participent owarai geinin (お笑い芸人) ou owarai tarento (お笑いタレント). Dans le langage courant, owarai geinin est souvent abrégé en geinin. Il est important de ne pas confondre les geinin, des humoristes à part entière, avec les geinôjin (芸能人), qui sont des artistes appartenant à n'importe quel art (cinéma, musique, peinture etc.).
Le owarai est une forme populaire de divertissement au Japon et joue un rôle très important dans l'industrie du spectacle. Il existe différentes formes d'owarai, allant des comédiens solo aux duo et trio comiques. Les humoristes se produisent dans des théâtres, des clubs de comédie, à la télévision et dans d'autres médias.
Les techniques utilisées dans le monde de l'humour au Japon sont nombreuses et incluent les jeux de mots, les contrepèteries, l'improvisation, l'utilisation du temps (temps morts, silences pesants, silences calculés etc.) et l'exagération pour faire rire le public. Ils peuvent se moquer de la société, des personnalités célèbres, des stéréotypes et de diverses situations comiques de la vie quotidienne. Le owarai peut varier en termes de ton, allant de l'humour léger et familial à l'humour plus satirique et subversif.
De nombreux comédiens owarai sont devenus très populaires et ont acquis une grande notoriété au Japon. Certains sont devenus des célébrités à part entière, apparaissant non seulement dans des émissions de télévision comiques, mais aussi dans des émissions plus sérieuses (documentaires, reportages, émissions culturelles etc.) des films, des séries et des publicités. L'owarai est considéré comme une partie intégrante de la culture du divertissement japonaise et continue d'évoluer avec de nouveaux talents émergents et de nouvelles tendances comiques.
Il existe des centaines de duos comiques, des milliers de owarai tarento (en agence ou non), et encore plus d'aspirants.
Certaines recherches montrent que le succès du owarai est étroitement lié au fort niveau de stress dans la société.

## Classification et dénomination desowarai geinin/tarento
|                   | Solo                                       | Duo                                                                      | Trio                                       | 4+                                          |
| ----------------- | ------------------------------------------ | ------------------------------------------------------------------------ | ------------------------------------------ | ------------------------------------------- |
| Appellation       | ピン芸人                                   | お笑いコンビ                                                             | お笑いトリオ                               | ユニット                                    |
| Lecture           | pin geinin                                 | owarai konbi                                                             | owarai torio                               | yunitto                                     |
| Origine du mot    | « pinta » qui signifie « un » en portugais | « combination » qui signifie « combinaison (pair) » en anglais           | « trio » qui signifie « trois » en italien | « unit » qui signifie « groupe » en anglais |
| Artistes notables | Tetsurô Degawa                             | Audrey Chidori Chocolate Planet Downtown Kamaitachi Nishikigoi Tom Brown | Hanako Tokyo 03 Panther                    | Chô-shinjuku                                |

Il existe également des dénominations en fonction du genre comique des humoristes.
Baka-geinin (バカ芸人, baka = idiot) : Les « Baka-geinin » se réfèrent littéralement aux « comédiens idiots ». Ils jouent souvent des rôles stupides et utilisent des actions comiques exagérées pour faire rire le public. Certains exemples célèbres sont les « boke » du manzai, qui incarnent le personnage stupide du duo comique, de façon volontaire et scriptée.
Tennen-geinin (天然芸人, tennen = innocent, naïf, stupide) : Leur genre est similaire aux Baka-geinin, à l'inverse que les humoristes sont naturellement naïfs, innocents, voire un peu bizarre dans leurs propos. Leur façon d'agir n'est pas scriptée (officiellement) et ils régissent d'aucun codes humoristiques, ce qui a tendance à entraîner le rire au final et plaire aux spectateurs. Les Tennen-geinin sont conscients de leur position et de la raison des rires, et s'en servent de façon professionnelle.
Tsukkomi-geinin (ツッコミ芸人, tsukkomi = le fait de « rentrer » dans quelqu'un) : Les « Tsukkomi-geinin » sont les comédiens qui jouent le rôle du personnage rationnel et intelligent dans un duo comique. Ils corrigent les erreurs ou les absurdités du « boke » en utilisant des remarques sarcastiques ou des réactions comiques, voire des frappes sur le haut du crâne. Les Tsukkomi-geinin les plus connus pour donner un coup sur la tête au boke sont Hamada (Downtown), Wakabayashi (Audrey), Nobu (Chidori), ou Watanabe (Nishikigoi).
Konto-geinin (コント芸人, konto = conte) : Les « Konto-geinin » se spécialisent dans les sketchs comiques, généralement sketches de situation avec déguisement, décors, personnages créés et histoire inventée. Ils créent des histoires humoristiques ou des scènes parodiques en utilisant des dialogues, des actions et des jeux de rôle. Les sketchs de comédie peuvent aborder différents sujets et exploiter divers styles humoristiques.
Monomane-geinin (ものまね芸人, monomane = imitation): Les « Monomane-geinin » sont des imitateurs qui imitent les personnalités célèbres du Japon ou monte entier, qu'il s'agisse d'acteurs, de chanteurs, de politiciens ou d'autres personnalités médiatiques. Il est très fréquent de voir les Monomane-geinin imiter d'autres comiques également, dont un des plus imités Takeshi Kitano. Ils reproduisent les gestes, les expressions faciales et les voix des célébrités pour créer des performances comiques. Certains imitateurs, au contraire, caricaturent grossièrement pour amener le spectateur à rire, c'est le cas d'un des imitateurs les plus connus et influents : Korokke.
Short Conte-Geinin (ショートコント芸人, shôto konto geinin, littéralement "conte court") : Les « Short konto-geinin » se concentrent sur des sketches comiques de courte durée. Leur objectif est de raconter une histoire humoristique ou de présenter une situation comique dans un laps de temps limité.
Roke-geinin (ロケ芸人) : Les « Roke-geinin » sont des comédiens spécialisés dans les émissions de télévision en extérieur (ロケ, « roke » signifiant « tournage en extérieur »). Ils visitent différents lieux, interagissent avec les habitants, réalisent des défis comiques et improvisent des situations drôles.
Kire-geinin (キレ芸人, kire = kireru = devenir fou, s'énever de façon violente) : Les « Kire-geinin » sont connus pour réagir de façon très violente, généralement verbalement, aux vannes et pics lancés (volontaire, de façon scriptée) par leurs acolytes, les invités d'émissions etc
Muscle-geinin (マッスル芸人, massuru geinin) : Les « Muscle-geinin » sont des humoristes qui pratiquent généralement le bodybuilding et s'en servent dans leurs sketches. Pour certains, c'est une image de marque et la base même de leur humour, alors que pour d'autres c'est une compétence en plus de leur jeu de base.
Athlete-geinin (アスリート芸人, asurîto geinin) : Les « Athlete-geinin » sont à différencier des « Muscle-geinin » de par le fait que la pratique d'un sport ou d'une activité sportive fait partie intégrante de leur vie privée. Les neta en rapport avec ce sport sont donc en très grand nombre, et ces artistes sont généralement associés à un sport en particulier. À travers le terme « athlète », on peut également sous-entendre que le comique est doué en sport, possède un physique gracieux, participe à de nombreuses émissions de défis sportifs et/ou connait bien certains sports en particulier.
Il convient de noter que ces catégories ne sont pas mutuellement exclusives, et de nombreux comédiens peuvent incorporer différents éléments comiques dans leurs performances. L'owarai japonais est un domaine dynamique où de nouveaux styles et types de comédiens continuent d'émerger au fil du temps.

## La double activité des geinin
L'une des particularités du monde de l'humour au Japon est la double vie que mène un grand nombre de geinin. Tous les artistes œuvrent dans leur domaine respectif à leurs débuts (manzai, contes, monomane etc.), mais il est très fréquent qu'ils s'en éloignent au fur et à mesure qu'ils obtiennent de la notoriété. La transition peut être plus ou moins longue en fonction du gain de popularité. Les artistes exerçant de moins en moins leur activité principale deviennent généralement présentateurs d'émissions de télévision ou de radio, cibles de caméras cachées, invités dans des émissions en tant que célébrité, commentateurs ou chroniqueurs, ou présentateurs de roke (reportages) sur la nourriture, la campagne, l'artisanat etc.
Par exemple, le duo comique le plus connu au Japon, Downtown, a atteint les sommets grâce au manzai et aux contes à leurs débuts dans les années 80 mais n'ont pas fait un seul sketch ensemble depuis les années 2000.

## Notions de base duOwarai

### Les «neta»
Le terme Neta (ネタ, forme en verlan de 種 (tane, la graîne)) se réfère aux éléments comiques ou aux blagues qui constituent le contenu principal d'une performance comique.
Les « neta » sont les ingrédients essentiels qui visent à faire rire le public, et sont la base de l'humour au Japon, pays dans lequel l'improvisation est minime. Tout le jeu des humoristes se basent sur les neta.
Les comédiens owarai utilisent différents types de « neta » pour susciter le rire, et les Shimo-neta (下ネタ, shimo neta, shimo = en dessous de la ceinture), autrement dit blagues salasses, sont des neta très appréciées, par exemple.
Il est important de noter que le succès d'une performance owarai dépend de l'interaction entre les comédiens et le public. Le timing, la livraison et l'interaction entre les membres (duo/trio) sont également des éléments clés pour faire fonctionner les « neta » et générer des rires.

## Owarai geinin/tarento notables par genre

### Manzai
- Downtown : considéré comme le duo le plus connu et populaire du Japon contemporain

### Conte (konto)
- Sandwichman
- Panther

### Monomane
- Korokke